# XIV dinastia egizia
La XIV dinastia egizia (1790 a.C. - 1630 a.C.), che si colloca nella fase storica denominata secondo periodo intermedio, comprende una serie di sovrani sui quali abbiamo conoscenze estremamente scarse, tranne alcuni casi; conoscenze che spesso si riducono al solo nome come riportato nel Canone Reale.

Nella maggioranza dei casi si tratta di regni di breve durata che finora non hanno trovato riscontri archeologici; è possibile che alcuni di questi sovrani abbiano anche regnato contemporaneamente, oltre che in parallelo a quelli della XIII dinastia.
L'attuale suddivisione della sequenza dei sovrani egizi in dinastie è una costruzione posticcia basata principalmente sulle opere di Manetone, che scrisse in epoca ellenistica. Per quanto riguarda questa dinastia Manetone non riporta alcun nome limitandosi a dire ... settanta re di Xois che regnarono per 184 anni...

L'unica altra fonte sono, come già detto, le colonne 8,9,10 del Canone Reale.
Per quanto riguarda la XIV dinastia, come per altre analoghe collocate storicamente nelle fasi più turbolente della storia egizia il termine dinastia non possiede alcun valore di successione all'interno di una famiglia ma indica solamente un gruppo di sovrani aventi lo stesso centro di potere.

Nel caso della XIV, indicata come provenire da Xois, nel delta del Nilo, attualmente si ritiene che la prima capitale sia stata Avaris e solo dopo il passaggio di questa sotto il controllo dei sovrani della XV dinastia la regalità si sia spostata a Xois.

Contemporanea della XIII dinastia e parzialmente anche della XV e XVI limitò il suo potere a parte del Basso Egitto terminando la sua storia in una posizione di vassallaggio dei sovrani della XV dinastia (gli hyksos).
Una parte dei nomi di sovrani assegnati a questa dinastia, riportati nella colonne 9 e 10, del Canone Reale sono considerati fittizi, ossia inseriti arbitrariamente nell'elenco, in base, principalmente, a considerazioni sui particolari glifi utilizzati per scrivere i nomi stessi, in questi nomi compaiono simboli ormai caduti in disuso oppure non ancora introdotti. Si tenga comunque presente che il Canone Reale venne redatto alcuni secoli dopo il secondo periodo intermedio basandosi su documenti di cui non conosciamo nulla.

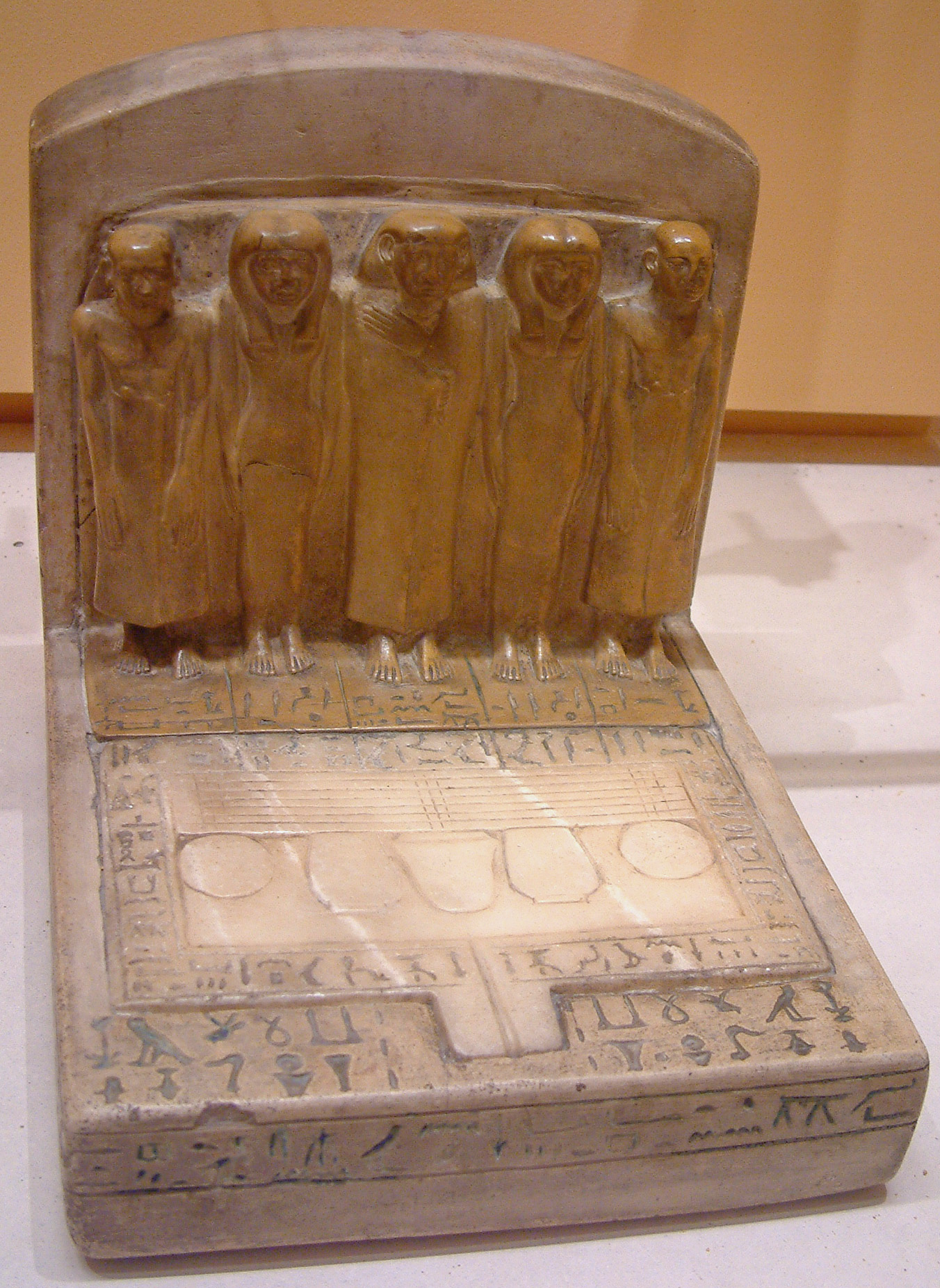
tavola d'offerta del funzionario Sempi (da Abido). XIV dinastia. Museo del Louvre, Parigi

## Lista dei sovrani
| Nome              | Note                       | Periodo di regno                 |
| ?                 | Forse padre di Nehesi      | ?                                |
| Nehesi            |                            | tra il 1790 a.C. ed il 1750 a.C. |
| Khatyra           |                            | tra il 1790 a.C. ed il 1750 a.C. |
| Nebfaura          |                            | tra il 1790 a.C. ed il 1750 a.C. |
| Sehebra           |                            | tra il 1790 a.C. ed il 1750 a.C. |
| Merdjefara        |                            | tra il 1760 a.C. ed il 1720 a.C. |
| Sewadjkara        | Sewadjkara II              | tra il 1760 a.C. ed il 1720 a.C. |
| Nebdjefara        |                            | dopo il 1720 a.C.                |
| Webenra           |                            | dopo il 1720 a.C.                |
| perso             | Canone Reale 8.9           |                                  |
| perso             | Canone Reale 8.10          | regno di 4 anni                  |
| ...webenra        |                            | tra il 1720 a.C. ed il 1630 a.C. |
| Autibra           |                            | tra il 1720 a.C. ed il 1630 a.C. |
| Heribra           |                            | tra il 1720 a.C. ed il 1630 a.C. |
| Nebsenra          |                            | tra il 1720 a.C. ed il 1630 a.C. |
| perso             | Canone Reale 8.15          |                                  |
| Sekheperenra      |                            | tra il 1720 a.C. ed il 1630 a.C. |
| Djedkherura       |                            | tra il 1720 a.C. ed il 1630 a.C. |
| Seankhibra        |                            | tra il 1720 a.C. ed il 1630 a.C. |
| Nefertemra        |                            | tra il 1720 a.C. ed il 1630 a.C. |
| Sekhem...ra       |                            | tra il 1720 a.C. ed il 1630 a.C. |
| Kakemutra         |                            | tra il 1720 a.C. ed il 1630 a.C. |
| Neferibra         |                            | tra il 1720 a.C. ed il 1630 a.C. |
| I...ra            |                            | tra il 1720 a.C. ed il 1630 a.C. |
| Kha...ra          |                            | tra il 1720 a.C. ed il 1630 a.C. |
| Aakara            |                            | tra il 1720 a.C. ed il 1630 a.C. |
| Semen...ra        |                            | tra il 1720 a.C. ed il 1630 a.C. |
| Djed...ra         |                            | tra il 1720 a.C. ed il 1630 a.C. |
| perso             | Canone Reale 9.1           |                                  |
| perso             | Canone Reale 9.2           |                                  |
| perso             | Canone Reale 9.3           |                                  |
| perso             | Canone Reale 9.4           |                                  |
| perso             | Canone Reale 9.5           |                                  |
| perso             | Canone Reale 9.6           |                                  |
| Senefer...ra      |                            | tra il 1720 a.C. ed il 1630 a.C. |
| Men...ra          |                            | tra il 1720 a.C. ed il 1630 a.C. |
| Djed...           |                            | tra il 1720 a.C. ed il 1630 a.C. |
| perso             | Canone Reale 9.10          |                                  |
| perso             | Canone Reale 9.11          |                                  |
| perso             | Canone Reale 9.12          |                                  |
| perso             | Canone Reale 9.13          |                                  |
| Inek...           |                            | tra il 1720 a.C. ed il 1630 a.C. |
| Ineb...           |                            | tra il 1720 a.C. ed il 1630 a.C. |
| Ip...             |                            | tra il 1720 a.C. ed il 1630 a.C. |
| Hab               |                            | tra il 1720 a.C. ed il 1630 a.C. |
| ...sa...          | probabilmente fittizio     | tra il 1720 a.C. ed il 1630 a.C. |
| Hepu              | probabilmente fittizio     | tra il 1720 a.C. ed il 1630 a.C. |
| Shemsu            | probabilmente fittizio     | tra il 1720 a.C. ed il 1630 a.C. |
| Meni...           |                            | tra il 1720 a.C. ed il 1630 a.C. |
| Werka...          | probabilmente fittizio     | tra il 1720 a.C. ed il 1630 a.C. |
| perso             | Canone Reale 9.23          |                                  |
| perso             | Canone Reale 9.24          |                                  |
| ...ka             |                            | tra il 1720 a.C. ed il 1630 a.C. |
| ...ka             |                            | tra il 1720 a.C. ed il 1630 a.C. |
| perso             | Canone Reale 9.27          |                                  |
| ...ren Hepu       | probabilmente fittizio     | tra il 1720 a.C. ed il 1630 a.C. |
| ...ka Nebnanati   |                            | tra il 1720 a.C. ed il 1630 a.C. |
| ...ka Bebenem     |                            | tra il 1720 a.C. ed il 1630 a.C. |
| perso             | Canone Reale 9.31          |                                  |
| I...              |                            | tra il 1720 a.C. ed il 1630 a.C. |
| Seth...           |                            | tra il 1720 a.C. ed il 1630 a.C. |
| Sunu...           | probabilmente fittizio     | tra il 1720 a.C. ed il 1630 a.C. |
| Hor...            | probabilmente fittizio     | tra il 1720 a.C. ed il 1630 a.C. |
| perso             | Canone Reale 10.5          |                                  |
| perso             | Canone Reale 10.6          |                                  |
| Nib...            |                            | tra il 1720 a.C. ed il 1630 a.C. |
| Mer?en?...        |                            | tra il 1720 a.C. ed il 1630 a.C. |
| Penensetensetep   | quasi sicuramente fittizio | tra il 1720 a.C. ed il 1630 a.C. |
| Kheretheb Shepesu | quasi sicuramente fittizio | tra il 1720 a.C. ed il 1630 a.C. |
| Khut?hemet...     | quasi sicuramente fittizio | tra il 1720 a.C. ed il 1630 a.C. |
| perso             | Canone Reale 10.12         |                                  |